# Ndoungué
Ndoungué est un village semi-urbanisé de la commune d'Ebonè, dans le département du Moungo, région du Littoral au Cameroun. Il dispose d'un centre d'Etat-civil secondaire de l'arrondissement de Nlonako.

## Géographie
La localité est située sur la route nationale 5 (axe Douala-Bafoussam) au pied du Mont Nlonako à 12 kilomètres au sud de Nkongsamba (Hôtel de Ville). 

## Étymologie
Le nom Ndoungué est la déformation de "Ndong Èhè" qui signifie "piment de la brousse" en langue Bakaka. "Ndong" pour "piment", "èhè" pour "brousse, forêt, sauvage".

## Population et développement
En 1967, la population de Ndoungue  était de 2 404 habitants dont 493 habitants pour Ndoungue I, essentiellement des Bakaka et 1 911 habitants pour Ndoungue II essentiellement des Bakaka et des Bamiléké. Lors du recensement de 2005, elle était de 3 774 habitants dont 3 412 habitants pour Ndoungue Bang et 362 habitants pour Ndoungue village.

## Quartiers
La localité est constituée de 7 quartiers : Ndiangbeng, Elo'om, Ekéllé, Ekangté, Ekaka, Ndoungué-Bang, Koi-Mbeng.

## Éducation
Le Collège protestant polyvalent de Ndoungué est un collège d'enseignement général et technique de l'EEC.

## Cultes
La localité abrite le Séminaire de Ndoungué où plusieurs pasteurs camerounais furent formés, il prend l’appellation de Institut protestant de théologie de Ndoungué.

## Santé
L'hôpital protestant de Ndoungué est un établissement de santé confessionnel, œuvre de l'Église évangélique du Cameroun établi en 1906.

## Média
La radio confessionnelle de l'EEC, Radio Béthanie de Ndoungué est installée au village avec son émetteur et son studio depuis 2014, elle émet sur 103,5 FM et couvre le Moungo de Bafang à Dibombari.

## Personnalités nées à Ndoungue
- Mirko Mikolášek (1911-1996), Missionnaire tchèque
- Théophile N'Tamé, footballeur
- Joël Penda Mbang, Économiste et élite du Nkam